# Papstbesuch in Osttimor 1989

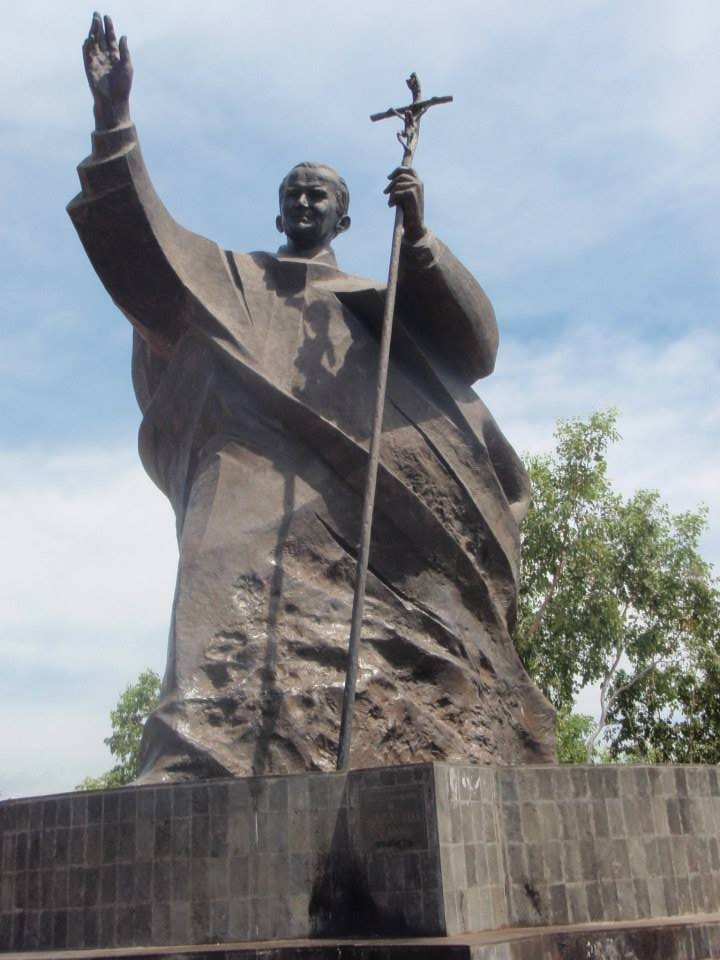
Denkmal für Papst Johannes Paul II. in Tasitolu

Der Papstbesuch in Osttimor 1989 war die 21. apostolische Reise Johannes Pauls II. und der erste Besuch eines Papstes in Osttimor.

## Hintergrund
Die Kolonie Portugiesisch-Timor wurde 1975 auf die Unabhängigkeit vorbereitet, als es zum Bürgerkrieg zwischen der konservativen UDT und der linksorientierten FRETILIN kam. Weil der Nachbar Indonesien die Situation ausnutzte und begann, das Grenzgebiet zu unterwandern, rief die FRETILIN am 28. November 1975 die Unabhängigkeit aus, doch nur neun Tage später begann Indonesien mit der offenen Invasion. 1976 erklärte es die Annexion Osttimors, was international aber nicht anerkannt wurde. In Osttimor kämpfte die FALINTIL gegen die Besatzung. Hunger, Kämpfe und Zwangsumsiedlungen forderten zehntausende Opfer unter der Zivilbevölkerung. Die Römisch-katholische Kirche in Osttimor unterstützte die einheimische Bevölkerung. Nach dem Verbot von Portugiesisch wurde Tetum, die Lingua franca Osttimors zur Liturgiesprache, und die Bischöfe Dilis prangerten regelmäßig öffentlich die Menschenrechtsverletzungen durch die indonesischen Sicherheitskräfte an. Der Anteil der Katholiken stieg von etwa 30 % beim Abzug der Portugiesen 1975 auf um die 80 % im Jahre 1989. 1983 wurde Carlos Filipe Ximenes Belo Apostolischer Administrator und 1988 Bischof von Dili. Der Vorschlag der römisch-katholischen Kirche, einen Volksentscheid über die Unabhängigkeit oder den Verbleib als Provinz Indonesiens durchführen zu lassen, führte zu neuen Diskussionen über die Zukunft der Krisenregion. 1989 wurde nach 14 Jahren Verbots der Zugang zum Territorium Osttimors von Indonesien teilweise geöffnet, wodurch die Weltöffentlichkeit nun öfter von dem Krieg und den Repressionen in Osttimor erfuhr. Selbst Indonesiens Gouverneur in Osttimor, Mário Viegas Carrascalão, beschwerte sich regelmäßig öffentlich über die katastrophalen Lebenszustände, unter denen die Bevölkerung litt.

## Der Besuch Johannes Pauls II.

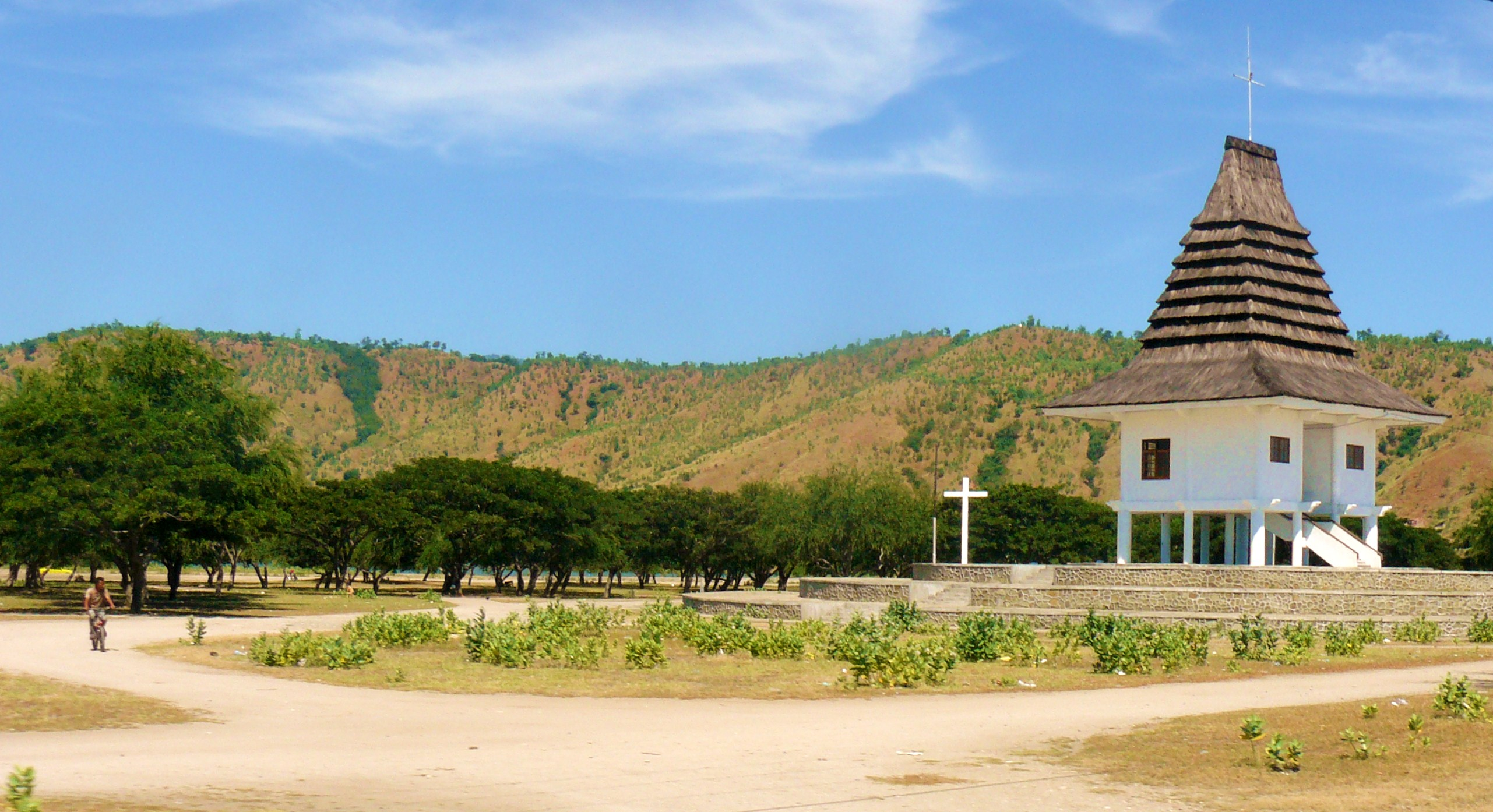
Kapelle von Tasitolu

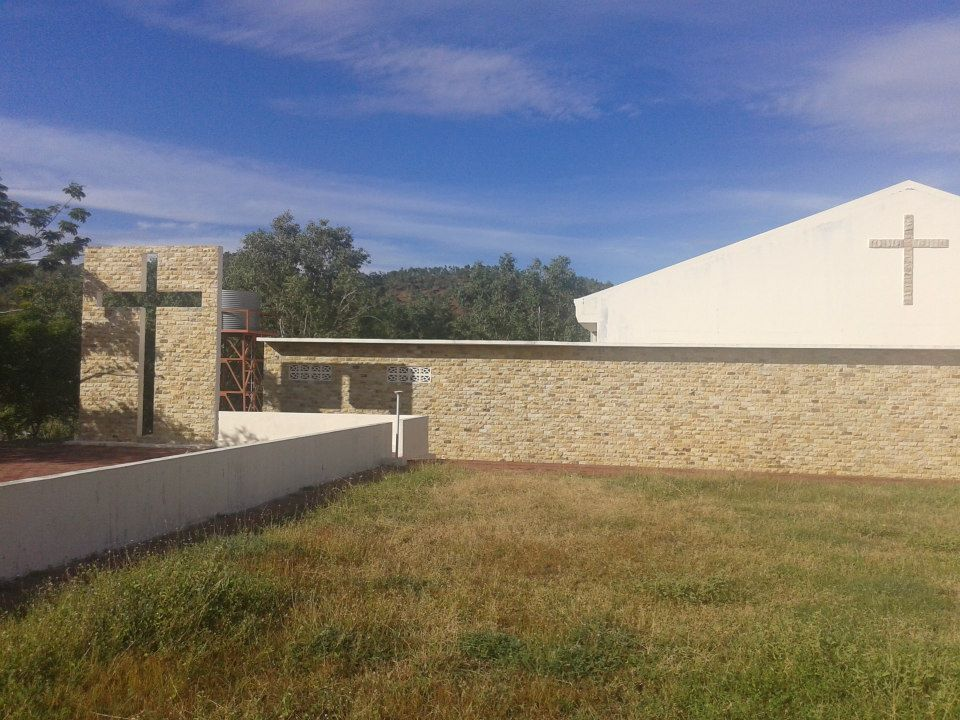
Friedenspark Tasitolu

Zuvor war Papst Johannes Paul II. in Südkorea gewesen, und die Reise sollte später nach Mauritius weitergehen. Am 9. Oktober erreichte er Indonesiens Hauptstadt Jakarta, und am 11. Oktober besuchte er die Insel Flores, wo es im Gegensatz zum mehrheitlich muslimischen Indonesien und genau wie in Osttimor eine katholische Bevölkerungsmehrheit gibt.
Am 12. Oktober kam Johannes Paul II. in Osttimors Hauptstadt Dili. Höhepunkt seines Besuchs war nach der Einweihung der von Indonesien gestifteten neuen Kathedrale von Dili die Messe in Dilis Vorort Tasitolu vor 100.000 Menschen. Tasitolu war bekannt als „Killing field“, wo viele Opfer der indonesischen Invasion und Besatzung getötet und verscharrt worden waren.

Johannes Paul II. sprach in seiner Predigt die Leiden der Osttimoresen an: 

„For many years now, you have experienced destruction and death as a result of conflict; you have known what it means to be victims of hatred and struggle. Many innocent people have died, while others have been prey to retaliation and revenge. For too long you have been suffering a lack of stability which has rendered your future uncertain. This distressing situation causes economic difficulties which, in spite of some relief, still exist, preventing the development needed to alleviate the burden which still weighs hardly on the population.“

Trotz hoher Polizeipräsenz sprangen etwa 100 katholische Pfadfinder nach der Messe auf den Altar und entfalteten in Anwesenheit der internationalen Presse Transparente mit nationalen Parolen. Sie hatten die Transparente unter ihre Uniformen versteckt und wurden von den indonesischen Sicherheitskräften nicht kontrolliert, weil sie von der Kirchengemeinde Becora als Sicherheitspersonal abgestellt worden waren. Sie demonstrierten für die Selbstbestimmung Osttimors und gegen Menschenrechtsverletzungen. Unter den Protestierern waren auch Mitglieder der Untergrundsbewegung SAFARI, die zu den Pfadfindern der Kirchengemeinde Becora gehörten. Andere Zuschauer schlossen sich dem Protest an. Stühle wurden auf Sicherheitsbeamte geworfen. 40 Personen wurden festgenommen, nicht aber die SAFARI-Mitglieder, die unerkannt entkommen konnten. Einige der Verhafteten wurden gefoltert. Organisiert hatte die Aktion der Pfadfinderleiter Constâncio Pinto.
Johannes Paul II. hielt beim Weggehen kurz inne, um auf die Auseinandersetzung zu schauen, verließ dann aber den Platz. In Gefahr befand er sich nicht, denn die Demonstranten zeigten deutlich mit „Viva Il Papa!“-Rufen ihre Zuneigung zum Papst. Allgemein hatte Johannes Paul II. erklärt, dies sei ein pastoraler, aber kein politischer Besuch. Als er aus dem Flugzeug stieg, hatte er nicht den Boden geküsst, wie er es zu tun pflegte, wenn er ein neues Land betrat. Bei Beginn der Messe kniete er aber nieder und küsste ein Kruzifix, das auf einem Kissen auf dem Boden lag. Auch wenn ein Vatikansprecher dies als normalen Teil der Messe bezeichnete, sahen einige darin eine Anerkennung Osttimors. Die Zuschauer und der Bischof von Dili konnten aus ihrer Position das Kruzifix nicht erkennen, so dass die Menschenmenge jubelte, als der Papst wieder aufstand.

## Folgen

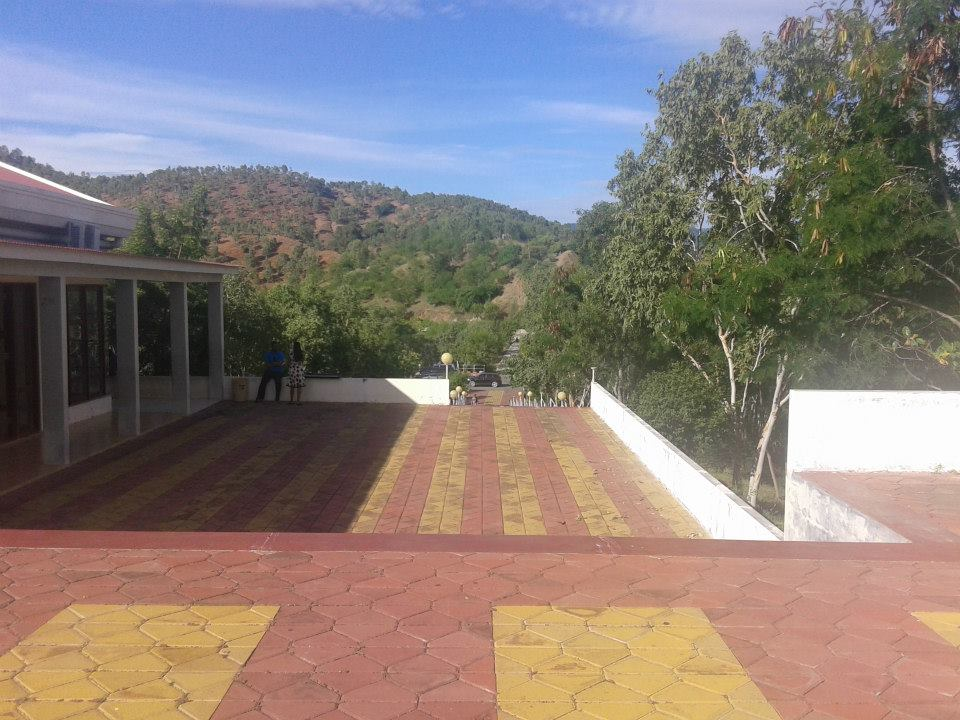
Friedenspark Tasitolu

Der Papstbesuch stärkte das Selbstbewusstsein der Bevölkerung und rückte den Konflikt für kurze Zeit wieder in das Bewusstsein der Weltöffentlichkeit, was dem Öffnen einer Schleuse gleichkam. Der Kontakt zwischen dem Widerstand gegen die Besatzung und der westlichen Presse war geschaffen. John Monjo, der amerikanische Botschafter in Jakarta, reiste im Januar 1990 nach Dili, um die Foltervorwürfe zu untersuchen. Vor seinem Aufenthaltsort, dem Hotel Turismo in Dili, kam es an drei aufeinanderfolgenden Tagen zu kleineren Demonstrationen. Dem australischen Journalisten Robert Domm gelang es im Oktober darauf, seinen indonesischen Bewachern zu entkommen und in den Bergen ein Interview mit dem FALINTIL-Führer Xanana Gusmão zu führen. Für November 1991 kündigte sich eine Delegation des Parlaments Portugals für einen Besuch in Osttimor an. Dieser wurde wegen der Umstände gestrichen, doch Pieter Kooijmans, der UN-Sonderberichterstatter über Folter war am 11. November 1991 in Dili, weswegen die Beerdigung des ermordeten Aktivisten Sebastião Gomes sich zur Demonstration auswuchs. Das folgende Santa-Cruz-Massaker war endgültig der Beginn des internationalen Drucks auf Indonesien, Osttimor in die Unabhängigkeit zu entlassen. Seit dem 20. Mai 2002 ist Osttimor ein unabhängiger Staat.

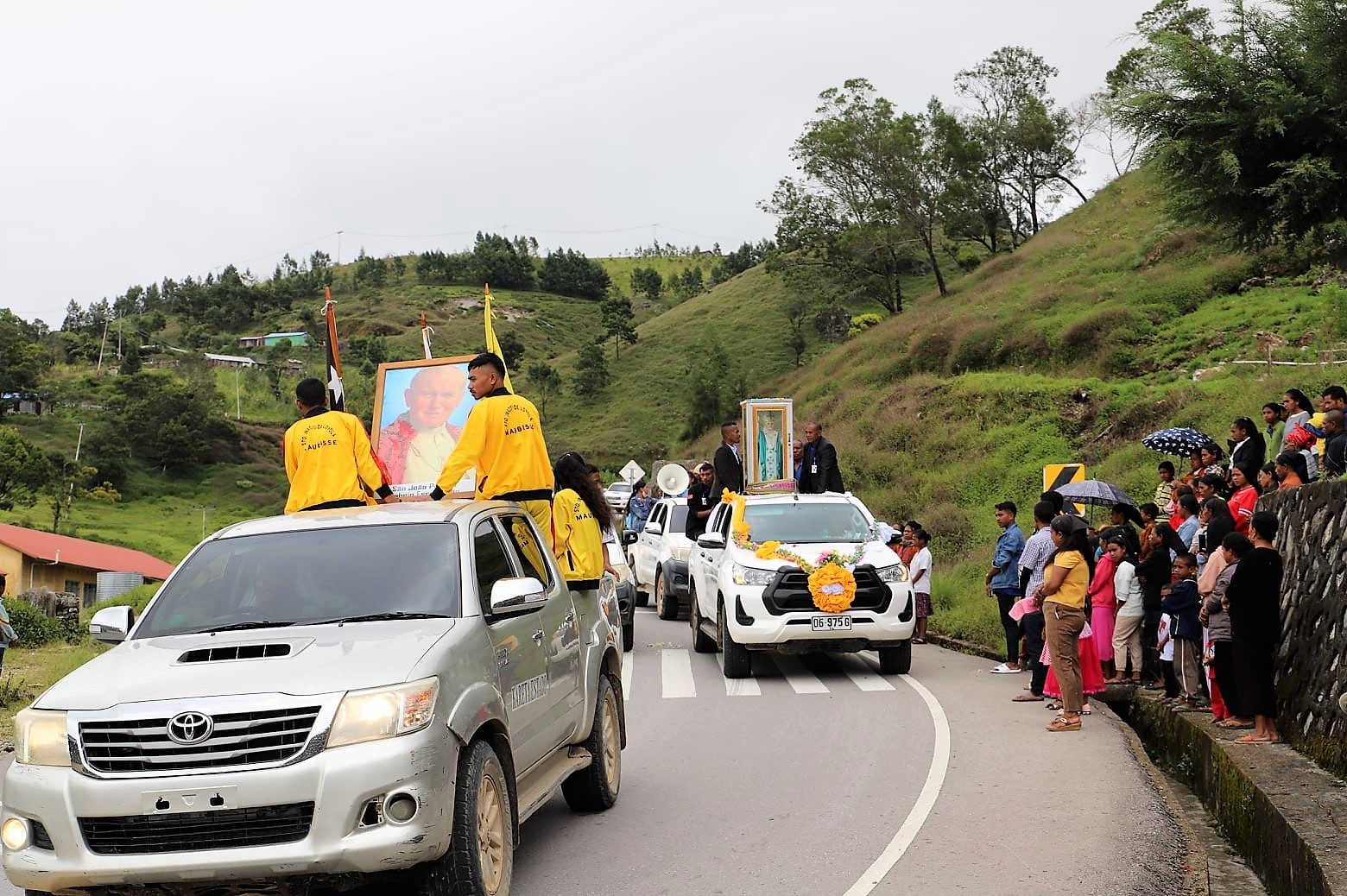
Transport einer Statue von Johannes Paul II. nach Ainaro

Papst Johannes Paul II. wird noch heute in Osttimor hoch verehrt. Als er 2005 starb, wurde eine dreitägige Staatstrauer ausgerufen. An den Besuch erinnert eine Kapelle mit dem Dach eines Uma Lulik (traditionelles, timoresisches heiliges Haus) und seit 2008 eine sechs Meter hohe Monumentalstatue von Papst Johannes Paul II. vor dem Zentrum des Friedensparks Tasitolu. Sie steht auf einem Hügel und bildet so ein Gegenstück zur Jesusstatue auf der Ostseite der Bucht von Dili in Cristo Rei. Der Anteil der Katholiken an der Gesamtbevölkerung liegt in Osttimor inzwischen bei 97,6 % (Zensus 2015).